# キジルクム砂漠

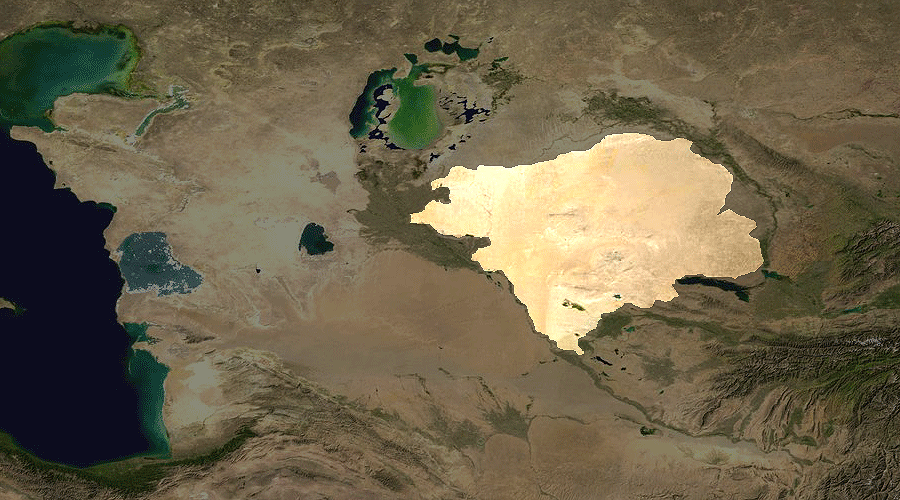
キジルクム砂漠の範囲。

キジルクム砂漠（ウズベク語: Qizilqum/Қизилқум, カザフ語: Қызылқұм, トルクメン語: Gyzylgum, カラカルパク語: Qızılqum, 英語: Kyzyl kum）は、カザフスタン、ウズベキスタン、それにトルクメニスタンの一部にかけて広がる砂漠。キジルクムはテュルク諸語で「赤い砂」を意味する。
面積は約29万8000 km2。北東にシルダリヤ川、南西にアムダリヤ川が流れている。金や天然ガスといった資源が眠り、川やオアシス周辺では農業がおこなわれている。